# Bernardo Ugo
Bernardo Ugo (Asti, 1º agosto 1804 – Fenestrelle, 18 settembre 1863) è stato un militare italiano, insignito della medaglia d'oro al valor militare a vivente nel corso della prima guerra d'indipendenza italiana.

## Biografia
Nacque ad Asti il 1º agosto 1804, figlio di Angelo e di Gabriella Quaglia.  Iniziò la carriera militare nel Corpo Reale di artiglieria il 25 settembre 1822, come cannoniere, venendo successivamente promosso caporale e poi sergente. Il suo brillante comportamento gli valse la promozione a sottotenente, ottenuta il 24 ottobre 1837.
Alla vigilia della prima guerra d'indipendenza italiana contro l'Impero austriaco il 24 marzo 1848 fu promosso luogotenente di 2ª classe nella 1ª batteria da posizione. Con essa, al comando della 2ª sezione, combatté valorosamente a Monzambano il 9 aprile e prese parte attiva alle operazioni di assedio alla fortezza di Peschiera. Alla battaglia di Santa Lucia il 6 maggio successivo fu decorato di una medaglia d'argento al valor militare conferitagli sul campo. Nei successivi combattimenti svoltisi sulle pendici sud-orientali delle alture moreniche del Lago di Garda, da Sommacampagna a Valeggio sul Mincio, diede prove di audacia, di valore e di sereno sprezzo del pericolo.
Durante il ripiegamento dell'Armata sarda verso il Piemonte, nella mattina del 4 agosto, con i pezzi in posizione nei pressi di Porta Romana schierati a difesa di Milano, con la sua batteria resistette al fuoco concentrato di dodici cannoni austriaci apportando a sua volta gravi danni al nemico. Affrontò poi un combattimento corpo a corpo con le avanzanti fanterie austriache riuscendo con pochi uomini, a trattenere il nemico, mentre i pezzi d'artiglieria furono portati in salvo su una posizione più arretrata. Nello scontro rimase ferito e cadde prigioniero di guerra. Con Regio Decreto del 23 agosto 1848 fu decorato di medaglia d'oro al valor militare a vivente. Rientrato in Piemonte e ristabilitosi della ferita, riprese il comando della sezione con la quale, poi, nella successiva campagna di guerra del 1849, si distinse nella sfortunata battaglia di Novara, dove venne di nuovo ferito gravemente ottenendo una menzione onorevole. Un'altra menzione onorevole la ottenne in seguito per il coraggio dimostrato durante l'incendio scoppiato nella polveriera di Borgo Dora nel 1852. Promosso capitano, nel 1856 fu assegnato al Reggimento artiglieria da piazza e poi fu addetto allo Stato maggiore dell'artiglieria. Ricoprendo tale incarico non ebbe la possibilità di prendere parte attiva alla seconda guerra d'indipendenza italiana. Si spense a Fenestrelle il 18 settembre 1863.